# 김윤미 (사격 선수)
김윤미(1982년 4월 23일~ )는 2010년 아시안 게임 여자 10m 공기 권총 개인전과 단체전에서 2관왕을 차지한 사격 선수이다. 임신 7개월임에도 불구하고 아시안 게임 금메달을 획득한 것이 화제가 되었다.

## 학력
- 홍광초등학교
- 의림여자중학교
- 제천공업고등학교
- 주성대학교 레크레이션이벤트학과